# Jøp, Ove & Myrthu
Aktieselskabet Jøp, Ove & Myrthu A/S (1989-2013) var en dansk virksomhed indenfor strategisk kommunikation og PR. Kim Ruberg var administartive direktør i Jøp, Ove & Myrthu A/S.
I 2013 fik virksomheden ny selskabsstruktur med stiftelsen af to selvstændige og af hinanden uafhængige partnerselskaber (P/S):
- Jøp, Ove & Myrthu CPH i København
- Jøp, Ove & Myrthu Vest i Aarhus

Den oprindelige virksomhed blev grundlagt i 1989 af partnerne Jørgen Pedersen (Jøp), Erik Ove og Jess Myrthu. Siden er nye partnere kommet til, og som den sidste oprindelige partner trådte Jess Myrthu tilbage i 2013.

## Jøp, Ove og Myrthy CPH
Jøp, Ove & Myrthu CPH er en dansk virksomhed indenfor strategisk kommunikationsrådgivning og Public Relations beliggende i Bredgade i København. Det er et partnerselskab (P/S) og blev stiftet i november 2013 af partnerne Lars Jørgensen, Christian Lemvigh, Niels Hovmand og Esben Høstager. I 2014 blev partnerkredsen udvidet med Hanne Fast Nielsen. Virksomheden udspringer af det oprindelige Jøp, Ove & Myrthu A/S (1989-2013), som blev grundlagt af partnerne Jørgen Pedersen (Jøp), Erik Ove og Jess Myrthu.
De betjener en del udenlandske klienter, men hovedparten af kunderne er fortsat en række af Danmarks største virksomheder, erhvervsdrivende fonde, højtprofilerede enkeltpersoner, kommuner, ministerier og organisationer. Virksomheden rådgiver bl.a. om krisekommunikation - herunder medietræning, pressehåndtering, Public Affairs, finansiel kommunikation, Issues og Stakeholder Management m.v.

## Fodnoter
1. ↑  Jess: "We can"! Jøp, Ove & Myrthu joins GlobalCom
2. ↑  Hidden
3. ↑  Forbedret resultat for Jøp, Ove & Myrthu - Dansk Markedsføring
4. ↑  Hjørring-borgmester skal være med til at kæmpe for udvikling i hele landet | TV2 Nord
5. ↑  www.nnmarkedsdata.dk/
6. ↑  Hanne Fast Nielsen til Jøp, Ove og Myrthu | ugeavisen.dk
7. ↑  Jøp, Ove & Myrthu CPH splitter op - Bureaubiz
8. ↑  De gamle forlader Jøp, Ove & Myrthu
9. ↑  »Lad for guds skyld være at lyve - det bliver opdaget« - Journalisten